# Jonquières (Oise)
Jonquières è un comune francese di 618 abitanti situato nel dipartimento dell'Oise della regione dell'Alta Francia.

## Società

### Evoluzione demografica
Abitanti censiti